# 第5飛行隊 (南アフリカ空軍)
第5飛行隊（だい5ひこうたい、Squadron SAAF）は、かつて存在した南アフリカ空軍の飛行隊である。1939年4月に設立され、1992年に廃止。